# Clifton James (drummer)
Clifton James (Chicago, 2 oktober 1936 - aldaar, 16 februari 2006) was een Amerikaanse bluesdrummer.

## Biografie
Clifton James is een van het half dozijn fundamentele drummers in Chicago. Van 1954 tot 1970 was zijn naam nauw verbonden met die van Bo Diddley en daarmee ook met de Bo Diddley-beat. Hij speelde ook op verschillende opnamen van Chess Records van Sonny Boy Williamson II, Muddy Waters en Buddy Guy.
James bracht ook de blues naar een hoger niveau, toen midden jaren 1960 de interesse aan deze muziek in de Verenigde Staten verminderde. Als lid van de Chicago Blues Allstars, die werden geformeerd door Willie Dixon, toerde hij in Europa, de Verenigde Staten en Canada. Ook als lid van de band bij Sonny Williamsons Europese opnamen, die bluesartiesten uit Chicago verbond met gedeelten van de Britse Yardbirds, is hij te horen. James zong ook soms bij verschillende Allstar-bezettingen.
Rolling Stone noteerde James in 2016 op de 30e plaats van de 100 beste drummers aller tijden.

## Discografie

### Als gastmuzikant
- 1957:  Blow the Back off It Billy Boy Arnold
- 1964:  Folk Singer Muddy Waters
- 1966:  Going to Chicago Billy Boy Arnold
- 1967:  More Real Folk Blues Sonny Boy Williamson II
- 1968:  Last Night's Dream Johnny Shines
- 1969:  Koko Taylor Koko Taylor
- 1969:  Midnight Jump Sunnyland Slim
- 1972:  This Is My Story Sonny Boy Williamson II
- 1974:  Chicago 63 Willie Mabon
- 1976:  Chicago Golden Years Sonny Boy Williamson II
- 1977:  King of the Jungle Eddie C. Campbell
- 1977:  What It Takes: The Chess Years Koko Taylor
- 197?:  Don't Make a Mistake Sonny Boy Williamson II
- 1979:  Got to Use Your Head Buddy Guy
- 197?:  Willie Dixon's Peace? Willie Dixon
- 1985:   Willie Dixon: Live (Backstage Access) Willie Dixon
- 1997:  American Folk Blues Festival '62-'65: Highlights
- 2006:  Howlin' the Blues Howlin' Wolf
- 2006:  Spoonful of Blues Willie Dixon/Johnny Winter
- 2007:   American Folk Blues Festivals 1963-1966: The British

### Met Bo Diddley
- 1958: Bo Diddley
- 1959: Go Bo Diddley
- 1960: Have Guitar Will Travel
- 1960: Bo Diddley in the Spotlight
- 1960: Bo Diddley Is a Gunslinger
- 1961: Bo Diddley Is a Lover
- 1962: Bo Diddley's a Twister
- 1962: Bo Diddley
- 1962: Bo Diddley & Company
- 1963: Surfin' with Bo Diddley
- 1963: Bo Diddley's Beach Party
- 1964: Bo Diddley's 16 All-Time Greatest Hits
- 1964: Two Great Guitars (met Chuck Berry)
- 1965: Hey Good Lookin'
- 1965: 500% More Man
- 1966: The Originator
- 1967: Super Blues (met Muddy Waters & Little Walter)
- 1967: Super Super Blues Band (+ Muddy Waters & Howlin' Wolf)
- 1970: The Black Gladiator
- 1990: Chess Box Bo Diddley
- 1993: Bo's Blues Bo Diddley
- 2006: Bo's the Man Bo Diddley
- 2007: Definitive Collection Bo Diddley  Drums
- 2007: I'm a Man: The Chess Masters, 1955-1958 Bo Diddley

- Bibliothèque nationale de France: cb13931822h (data)
- Gemeinsame Normdatei: 134416198
- International Standard Name Identifier: 0000 0000 5513 3549
- Library of Congress Control Number: no91014946
- Nationale Bibliotheek van Israël: 987007377073305171
- Système universitaire de documentation: 158937996
- Virtual International Authority File: 12494675
- WorldCat: E39PBJvRRQkHMcmt4RyMRjxv73